# Jill Wagner
Jillian Suzanne Wagner (Winston-Salem, 13 gennaio 1979) è un'attrice, modella e conduttrice televisiva statunitense.

## Biografia
Jill Wagner è nata in Carolina del Nord, figlia di David Wagner, di professione Marine, che la allevò quasi da solo. Ha frequentato la Ledford Senior High School a Wallburg e si è laureata alla North Carolina State University nel 2001 in gestione manageriale.

## Filmografia

### Cinema
- Junebug, regia di Phil Morrison (2005)
- Splinter, regia di Toby Wilkins (2008)
- Road to Paloma, regia di Jason Momoa (2014)
- Braven - Il coraggioso (Braven), regia di Lin Oeding (2018)
- The Legend of 5 Mile Cave - regia di Brent Christy (2019)

### Televisione
- Punk'd – serie TV, 6 episodi (2003)
- Dr. Vegas – serie TV, episodi 1x03-1x04 (2004)
- Give Me Five – serie TV, episodio 1x16 (2004)
- Detective Monk (Monk) – serie TV, episodio 3x07 (2004)
- Blade - La serie (Blade: The Series) - serie TV, 12 episodi (2006)
- Stargate Atlantis - serie TV, episodi 4x05-4x11 (2007-2008)
- Bones – serie TV, episodio 4x02 (2008)
- Teen Wolf – serie TV, 20 episodi (2011-2017)
- L'amore non divorzia mai (Autumn Dreams), regia di Neill Fearnley - film TV (2015)
- Christmas in the Smokies - regia di Gary Wheeler - film TV (2015)
- La fabbrica dei biscotti (Christmas Cookies), regia di James Head - film TV (2016)
- Un matrimonio in campagna (A Harvest Wedding), regia di Steven R. Monroe - film TV (2017)
- Il miracolo di Natale di Maggie (Karen Kingsbury's Maggie's Christmas Miracle), regia di Michael Robison - film TV (2017)
- Natale a Evergreen - La lettera perduta (Christmas in Evergreen: Letters to Santa), regia di Sean McNamara – film TV (2018)
- La perla del paradiso (Pearl in Paradise), regia di Gary Yates (2018)
- Mystery 101 - serie TV, 7 episodi  (2019-2021)
- Natale a Evergreen - Un pizzico di magia (Christmas in Evergreen: Tidings of Joy), regia di Sean McNamara – film TV (2019)
- Un desiderio sotto il vischio (Christmas Wishes and Mistletoe Kisses), regia di D.J. Viola - film TV (2019)
- The Angel Tree - regia di Jessica Harmon - film TV (2020)
- Hearts of Winter -  regia di Allan Harmon - film TV (2020)
- A Christmas Miracle for Daisy - regia di Mike Rohl - film TV (2021)
- Lioness (Lioness) - serie TV (2023-in corso)

## Doppiatrici italiane
Nelle versioni in italiano delle opere in cui ha recitato, Jill Wagner è stata doppiata da:
- Deborah Ciccorelli in Mystery 101, Un matrimonio in campagna, Il miracolo di natale di Maggie
- Barbara De Bortoli in Teen Wolf, La perla del paradiso
- Claudia Catani in Blade - La serie
- Ilaria Latini in Lioness
- Laura Maltoni in Di ritorno per Natale

## Conduttrice
- Punk'd (2003, 6 episodi)
- Wipeout - Pronti a tutto! (2008-2014)
- Inside the Vault (2011, 10 episodi)
- Hell's Kitchen (2017, 1 episodio)